# Rawoh
Rawoh is een bestuurslaag in het regentschap Grobogan van de provincie Midden-Java, Indonesië. Rawoh telt 2313 inwoners (volkstelling 2010).